# زیفنون صافی
زیفنون صافی (زاده ۱۳۵۰ ولسوالی مهترلام - ولایت لغمان) سیاستمدار افغانستانی و نماینده مردم ولایت لغمان در دوره‌های پانزدهم و شانزدهم مجلس نمایندگان است. وی در مجلس شانزدهم نمایندگان افغانستان عضو کمیسیون مالی، بودجه، محاسبات عمومی و امور بانک‌ها می‌باشد.

## زندگی‌نامه
زیفنون صافی زاده ۱۳۵۰ از ولسوالی مهترلام ولایت لغمان است. وی تحصیلات متوسطه خود را در لیسه/دبیرستان مستوره لغمان به پایان برد و در سال ۱۳۷۵ از انستیتوت معلمین لغمان فارغ‌التحصیل شد. وی عضو حزب محاذ ملی اسلامی افغانستان است.

## دیگر فعالیت‌ها
دیگر فعالیت‌های وی:
- مربی ولایتی مؤسسه A.D.A.
- معلم در لیسه مستوره ولایت لغمان (۱۳۶۸–۱۳۸۴).
- رئیس امور زنان ولایت لغمان (۱۳۸۱–۱۳۸۴).
- عضو حزب محاذ ملی اسلامی افغانستان.